# Miklós román királyi herceg
Miklós román királyi herceg (románul: Prinţul Nicolae al României, németül: Prinz Nikolaus von Hohenzollern–Sigmaringen; Szinaja, 1903. augusztus 18. – Madrid, 1978. június 9.) román királyi és hohenzollern–sigmaringeni herceg, 1927–1930 között Románia régense, száműzték Romániából morganatikus házassága miatt.

## Élete

### Származása és ifjúkora
Miklós herceg – családi becenevén „Nicky” – 1903-ban látott napvilágot a Peleş-kastélyban I. Ferdinánd román király és Mária edinburgh-i és szász–coburg–gothai hercegnő második fiaként, egyben negyedik gyermekeként. Testvérei közül leginkább fiatalabb nénjéhez, Mária hercegnőhöz állt közel, akiből később jugoszláv királyné lett.
A herceg és testvérei nem részesültek származásuknak megfelelő oktatásban; a gyermekek legtöbb idejüket a természetben töltötték. Fogadott nagyanyjuk, Erzsébet wiedi hercegnő hatására a gyermekek már korán megismerték és megszerették a színdarabok, zeneművek, regények világát. Ahogy idősebbé vált, a herceget szülei európai körutazásokra küldték; később katonai pályát választott, és eredetileg brit hercegnőként született édesanyja kapcsolatai révén a Brit Királyi Hadseregben kezdte meg a szolgálatot. A fiatal Miklós herceg szeretett sportolni; különböző fesztiválokon és jótékonysági rendezvényeken vett részt.

### Románia régenseként
Miklós herceg fiatalkorában jóformán végig bátyja, Károly trónörökös árnyékában élt. 1918-ban a trónörökös titokban feleségül vette Janka Zizi Lambrinót, melyet a szülők mellett a román alkotmány is megtiltott a hercegnek. Az ügy napvilágra kerülése nagy botrányt kavart a családban, Károly herceg le akart mondani a trón iránti igényéről öccse javára. Végül azonban szülei érvényteleníttették a frigyet, így Károly maradhatott a román trón várományosa. A trónörököshöz feleségül adták Ilona görög királyi hercegnőt; de a herceg ennek ellenére is viszonyt kezdett Magda Lupescuval. Kapcsolatuk hatalmas felháborodást váltott ki a közvélemény részéről, így Károly 1926. január 1-jén lemondott alig  ötéves  fia javára a trónról.
1927. július 20-án I. Ferdinánd király halálát követően Károly herceg fiára, a gyermekkorban lévő Mihály hercegre szállt a román korona. Mivel még nem érte el nagykorúságát, az ifjú király mellé régensi tanácsot neveztek ki Miklós herceg, Gheorghe Buzdugan és Miron Cristea pátriárka személyében. Ekkor emelték Miklós herceget a Román Akadémia tiszteletbeli tagjává. Új pozíciója miatt a királyi hercegnek fel kellett adnia tengerészeti pályáját, melyet nem szívesen tett. Ugyan nem részesült megfelelő oktatásban, de a régensi tanács első emberének számító Miklós herceg megpróbálta a lehető legjobban vezetni az országot. Édesapja politikáját folytatván az Ion I. C. Brătianu vezette kormánnyal és Nemzeti Liberális Párttal működött együtt, háttérbe szorítva a kisgazdapártot.
A száműzetésben lévő Károly herceg közben a kisgazdapárt által támogatva a visszatérését fontolgatta, és amikor Brătianu miniszterelnök meghalt 1927 novemberében, a kisgazdapárt egyre nagyobb hatalomra és népszerűségre tett szert. 1929-ben Constantin Sărăţeanu kisgazdapárti politikus váltotta fel Buzdugan helyét a régensi tanácsban; a tanács addig is nehézkes kormányzása ennek következtében ellehetetlenült. A helyzetet Károly herceg oldotta meg 1930. június 8-án, amikor visszatért az országba, és II. Károly néven királlyá kiáltotta ki magát. Fivérével Miklós herceg is hajlandónak mutatkozott együttműködni; a régensi tanácsot feloszlatták.

### Házasságai és száműzetése
Miklós királyi herceg az 1920-as évek végén ismerkedett meg Ioana Lucia Dumitrescu-Dolettivel (1902/1909–1963). Ioana Dumitrescu-Doletti egy romániai hercegnő leányaként született, majd 1924-ben nőül ment Radu Savianuhoz, akitől 1928-ban elvált. Miklós herceg össze akart házasodni Ioana Luciával, frigyük azonban az asszony származása miatt morganatikusnak minősült volna. A herceg bátyja tanácsát kérte e kérdésben, majd a király javaslatára 1931. október 24-én Tohaniban elvette Ioana Dumutrescut. A házasság előtt elvileg ki kellett volna kérnie a román uralkodó engedélyét, ezt azonban Miklós herceg saját bátyja tanácsára nem tette meg. II. Károly később mégis kihasználta öccse mulasztását, és 1937. április 9-én megfosztotta öccsét romániai címeitől, katonai rangjaitól és kitagadta őt a királyi családból. Miklós herceg száműzetésbe kényszerült feleségével; előbb Spanyolországban, végül Svájcban telepedtek le.
A volt királyi herceg a polgári Nicolae Brana néven élt feleségével Lausanne-ban. 1942. június 10-én unokaöccse, a megint trónon ülő I. Mihály király uralkodói rendeletben engedélyezte nagybátyja és neje számára a Hohenzollern vezetéknév használatát; 1947. január 15-én az uralkodó Hohenzollern–Sigmaringen hercegévé emelte Miklós herceget és Ioanna Dumitrescut. Ioanna Lucia halála után 1967. július 13-án a herceg újból megnősült; az elvált Thereza Lisboa y Figueira de Mello (1913–1997) olasz hölgyet, Jerónymo de Avellar Figueria de Mello ezredes leányát vette feleségül. A hercegnek egyik házasságából sem származott utódja.
Miklós román királyi és hohenzollern–sigmaringeni herceg 1978. június 9-én hunyt el hetvennégy évesen a spanyol fővárosban. A svájci Prilly városában temették el. Emlékiratai 1991-ben jelentek meg román nyelven „Memorii, În umbra coroanei româniei” címmel.